# غواصة الفئة العاشرة
غواصة تايب إكس كانت نوع خاص من الغواصات الألمانية يو بوت. على الرغم من أنها كانت تستهدف لتكون كاسحة ألغام بعيدة المدى إلا انها استخدامت فيما بعد كوسيلة لنقل البضائع لمسافات بعيدة، وهي مهمة شاركتها مع الغواصات من النوع تايب إي إكس دي ووالغواصة الإيطالية أر كلاس. صمم هذا النوع خصيصا لتصدي للالغام البحرية واتلافها مع النوع تايب إكس إيه لكن كلا النوعين من الغواصات لم ينتجا اطلاقا. . صنع 8 نسخ من النوع تايب إكس بي ة تم استبدال معدات التعامل مع الالغام البحرية بستة أعمدة تخزين رطبة موضوعة بشكل عامودي في الجزء الامامي من جسم الغواصة. احتوت الغواصة فقط على قاذفين طوربيد . أول غواصة تايب اكس بي استخدمت في مايو من عام 1941.  
بحمولة 2710 كانت هذه الغواصة أكبر الغواصات الألمانية التي تم بناؤها على الإطلاق، وكان عليهم التضحية بسرعة الغوص وخفة الحركة.